# 86-й меридіан західної довготи
86-й меридіан західної довготи — лінія довготи, що лежить на 86 градусів західніше Гринвіцького меридіана. Вона проходить від Північного полюса через Північний Льодовитий океан, Північну Америку, Атлантичний океан, Центральну Америку, Тихий океан, Південний океан та Антарктиду до Південного полюса.
86-й меридіан західної довготи формує велике коло разом із 94-тим меридіаном східної довготи.

## Список географічних об'єктів, що перетинає 86° зх. д.
Починаючи на Північному полюсі та рухаючись до Південного полюса, 86-й меридіан західної довготи проходить через:
| Координати                                                 | Країна, територія або море | Примітки                                                                                                   |
| ---------------------------------------------------------- | -------------------------- | --- |
| 90°0′ пн. ш. 86°0′ зх. д. / 90.000° пн. ш. 86.000° зх. д.  | Північний Льодовитий океан | |
| 82°14′ пн. ш. 86°0′ зх. д. / 82.233° пн. ш. 86.000° зх. д. | Канада                     | Нунавут — проходить через острови Елсмір, Аксел-Гейберг і Стор[en]                                         |
| 76°22′ пн. ш. 86°0′ зх. д. / 76.367° пн. ш. 86.000° зх. д. | Протока Джонс[en]          | |
| 75°32′ пн. ш. 86°0′ зх. д. / 75.533° пн. ш. 86.000° зх. д. | Канада                     | Нунавут — проходить через острів Девон                                                                     |
| 74°29′ пн. ш. 86°0′ зх. д. / 74.483° пн. ш. 86.000° зх. д. | Протока Ланкастер          | |
| 73°51′ пн. ш. 86°0′ зх. д. / 73.850° пн. ш. 86.000° зх. д. | Канада                     | Нунавут — проходить через Баффінову Землю                                                                  |
| 73°19′ пн. ш. 86°0′ зх. д. / 73.317° пн. ш. 86.000° зх. д. | Затока Адміралтейства[en]  | |
| 72°18′ пн. ш. 86°0′ зх. д. / 72.300° пн. ш. 86.000° зх. д. | Канада                     | Нунавут — проходить через острів Йомен[en]                                                                 |
| 72°15′ пн. ш. 86°0′ зх. д. / 72.250° пн. ш. 86.000° зх. д. | Затока Адміралтейства[en]  | |
| 71°46′ пн. ш. 86°0′ зх. д. / 71.767° пн. ш. 86.000° зх. д. | Канада                     | Нунавут — проходить через Баффінову Землю                                                                  |
| 70°4′ пн. ш. 86°0′ зх. д. / 70.067° пн. ш. 86.000° зх. д.  | Затока Бутія               | |
| 68°0′ пн. ш. 86°0′ зх. д. / 68.000° пн. ш. 86.000° зх. д.  | Канада                     | Нунавут — проходить через півострів Мелвілл                                                                |
| 66°1′ пн. ш. 86°0′ зх. д. / 66.017° пн. ш. 86.000° зх. д.  | Протока Рос-Велком         | |
| 65°41′ пн. ш. 86°0′ зх. д. / 65.683° пн. ш. 86.000° зх. д. | Канада                     | Нунавут — проходить через острів Саутгемптон                                                               |
| 63°41′ пн. ш. 86°0′ зх. д. / 63.683° пн. ш. 86.000° зх. д. | Гудзонова затока           | |
| 55°40′ пн. ш. 86°0′ зх. д. / 55.667° пн. ш. 86.000° зх. д. | Канада                     | Онтаріо |
| 48°4′ пн. ш. 86°0′ зх. д. / 48.067° пн. ш. 86.000° зх. д.  | Озеро Верхнє               | Проходить західніше острова Мічіпікотен[en], Онтаріо, Канада                                               |
| 46°40′ пн. ш. 86°0′ зх. д. / 46.667° пн. ш. 86.000° зх. д. | США                        | Мічиган |
| 45°57′ пн. ш. 86°0′ зх. д. / 45.950° пн. ш. 86.000° зх. д. | Озеро Мічиган              | |
| 45°9′ пн. ш. 86°0′ зх. д. / 45.150° пн. ш. 86.000° зх. д.  | США                        | Мічиган — проходить через острів Північний Маніту[en] та материк Індіана Кентуккі Теннессі Алабама Флорида |
| 30°16′ пн. ш. 86°0′ зх. д. / 30.267° пн. ш. 86.000° зх. д. | Мексиканська затока        | |
| 21°45′ пн. ш. 86°0′ зх. д. / 21.750° пн. ш. 86.000° зх. д. | Карибське море             | Проходить між островами Роатан та Гуанаха[en], Гондурас                                                    |
| 16°1′ пн. ш. 86°0′ зх. д. / 16.017° пн. ш. 86.000° зх. д.  | Гондурас                   | |
| 13°58′ пн. ш. 86°0′ зх. д. / 13.967° пн. ш. 86.000° зх. д. | Нікарагуа                  | |
| 11°20′ пн. ш. 86°0′ зх. д. / 11.333° пн. ш. 86.000° зх. д. | Тихий океан                | |
| 60°0′ пд. ш. 86°0′ зх. д. / 60.000° пд. ш. 86.000° зх. д.  | Південний океан            | |
| 72°58′ пд. ш. 86°0′ зх. д. / 72.967° пд. ш. 86.000° зх. д. | Антарктида                 | Проходить через Чилійську Антарктику (претендує Чилі)                                                      |